# Cintres
Pour les articles homonymes, voir Cintre.

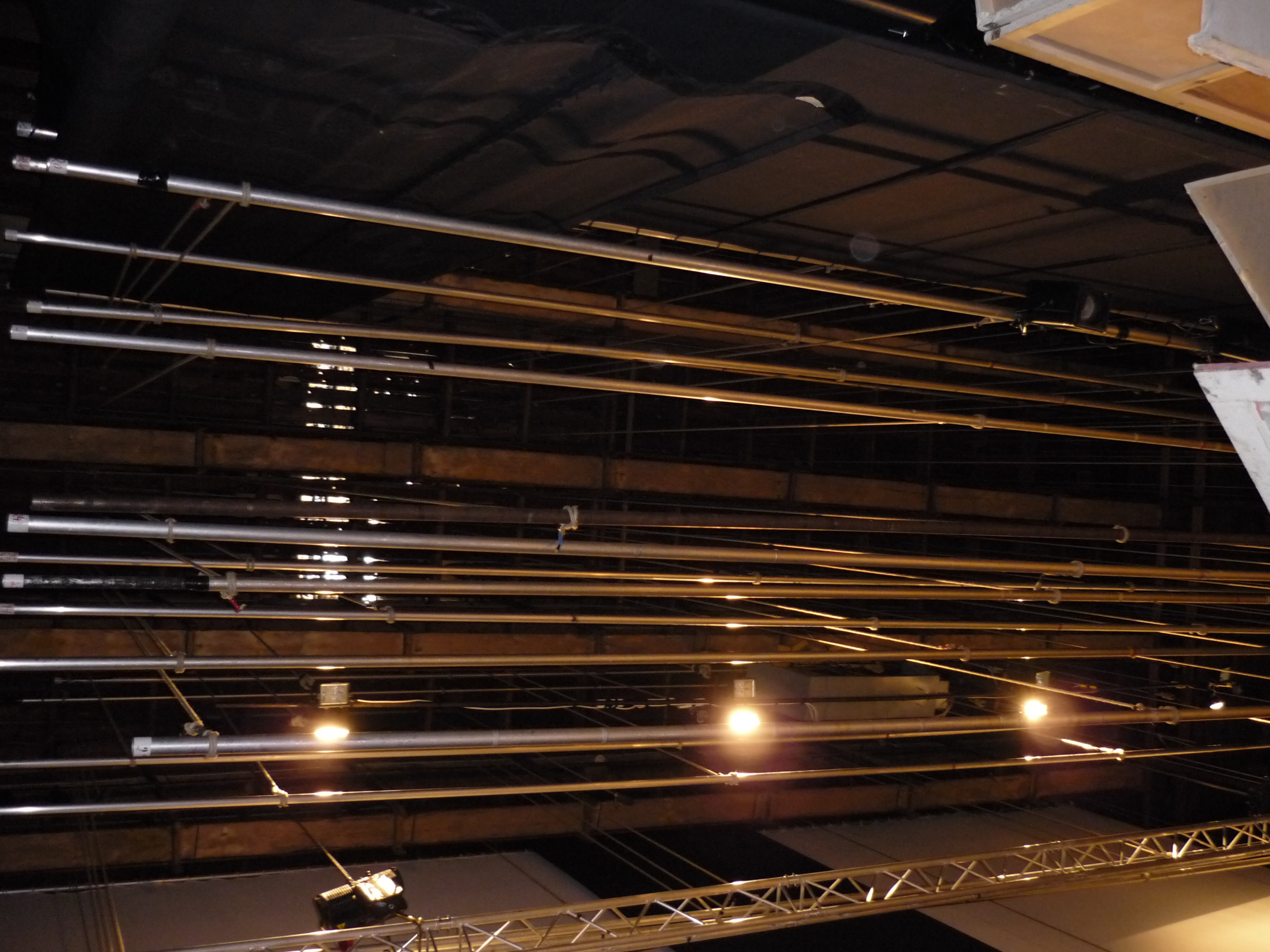
Cintres du Théâtre royal des Galeries à Bruxelles en Belgique.

Les cintres forment la partie supérieure de la cage de scène. On dit aussi « le cintre ».
C'est l'espace compris entre le haut du cadre de scène et le gril (où sont les poulies). On y manœuvre verticalement des éléments de décor ou d'éclairage. Plusieurs passerelles C/J, appelées aussi « services », y sont superposées permettant à chaque cintrier d'effectuer les actions de la machinerie.
Les deux premiers services C/J surplombent le décor et sont en général réservés à l'éclairage. On emploie aussi le terme « pont des électriciens ».
La hauteur du cintre correspond pour le moins au double de l'ouverture verticale du cadre de scène. En général, on définit plutôt le rapport hauteur d'ouverture maximum du cadre de scène/hauteur entre le plancher de scène et le gril.
Exemple : à Paris, le théâtre du Châtelet possède une hauteur de cadre de 8,40 mètres et une hauteur (plancher de scène/gril) de 23 mètres, il dispose donc d'un cintre de 14,60 mètres, ce qui est dans la norme des grands théâtres à l'italienne.
Dans les cintres se trouvent les porteuses, des tubes métalliques s'étendant entre les passerelles de service C/J. Ces porteuses sont suspendues par des câbles et permettent de faire monter et descendre tous les éléments scéniques, châssis, rideaux, projecteurs, ou artistes.